# مریم‌گلی مرموک
مریم‌گلی مرموک (نام علمی: Salvia sclarea) نام یک گونه از سرده مریم‌گلی است.

## نگارخانه

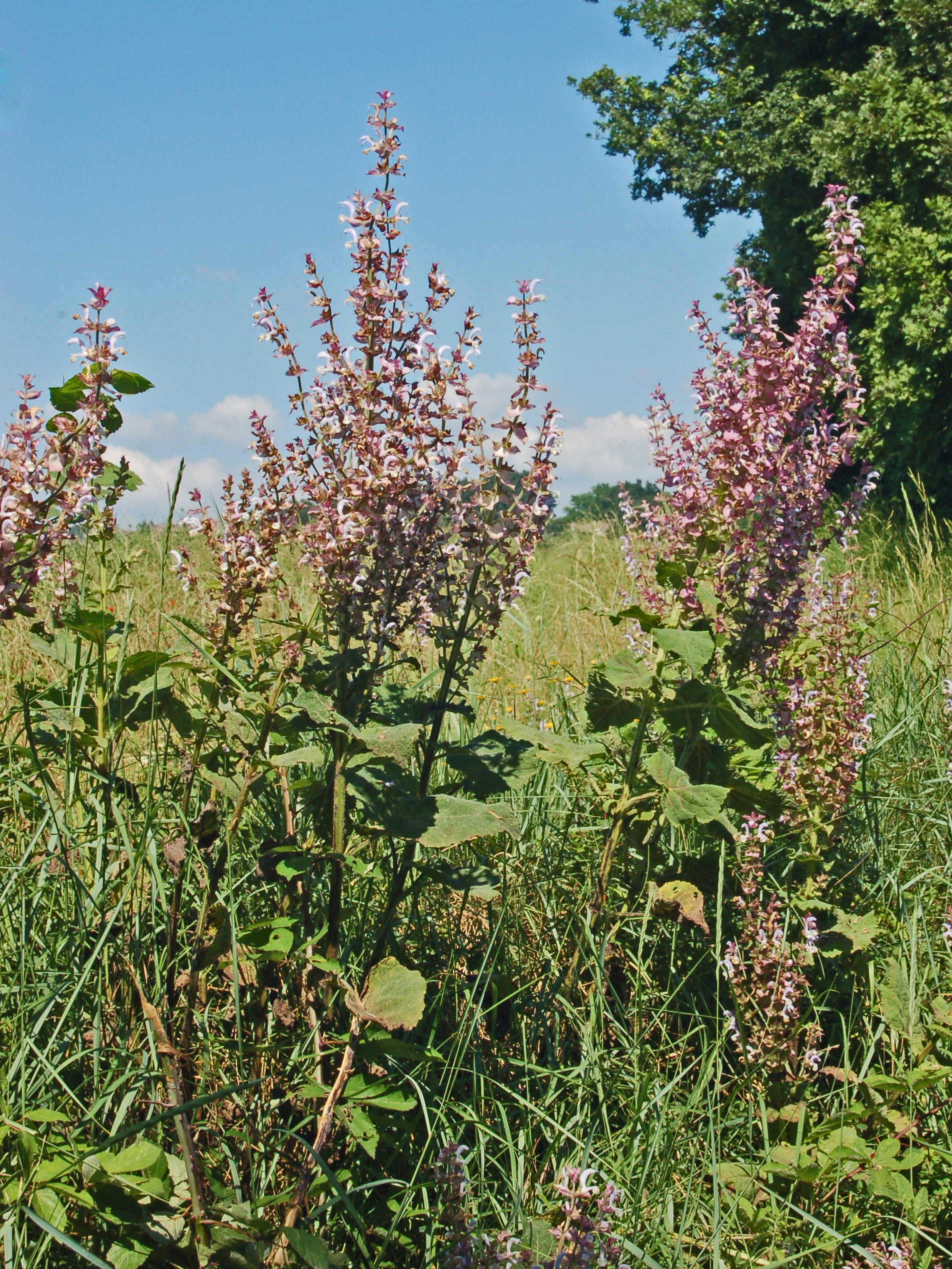
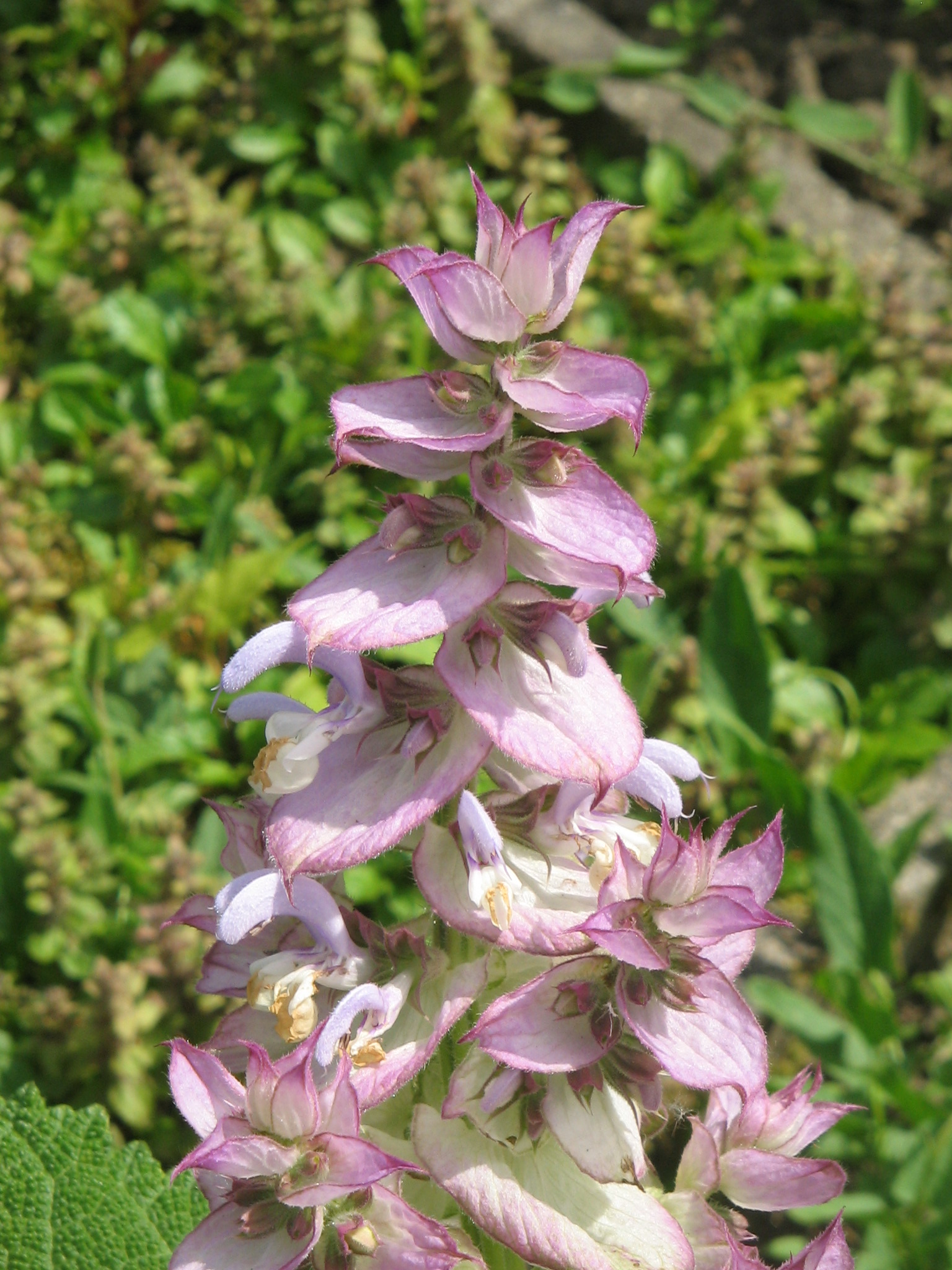
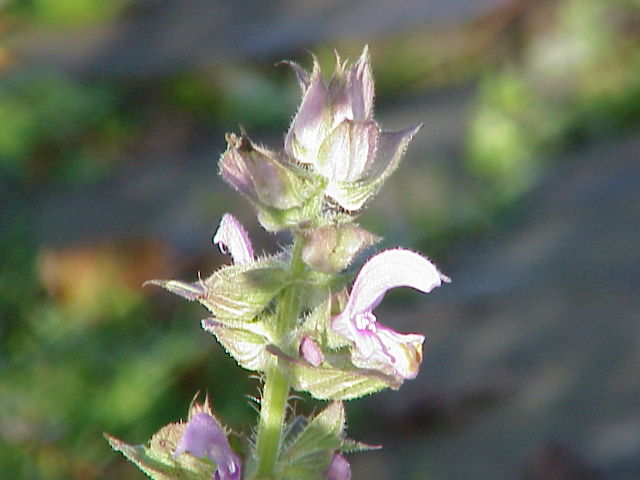
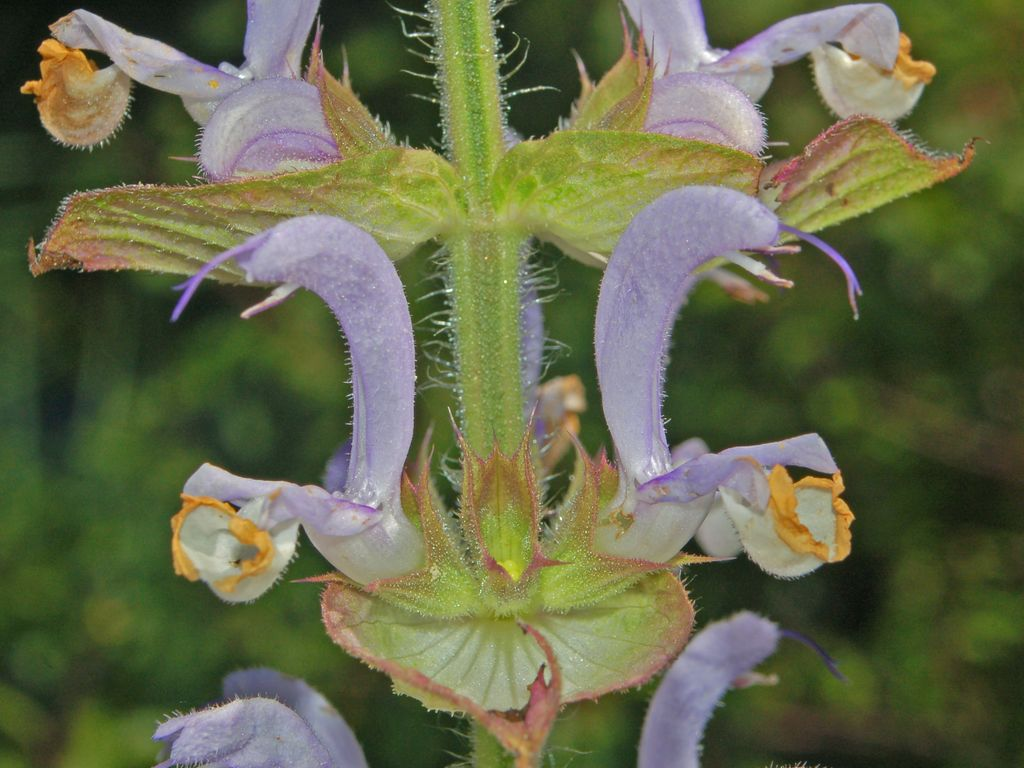
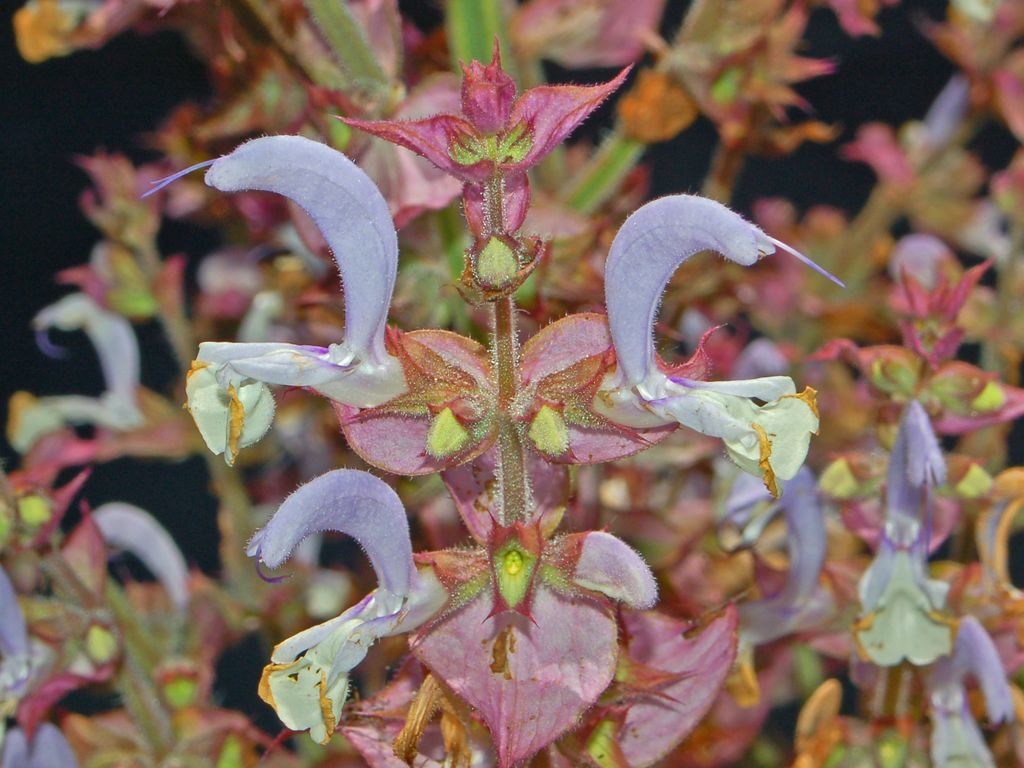
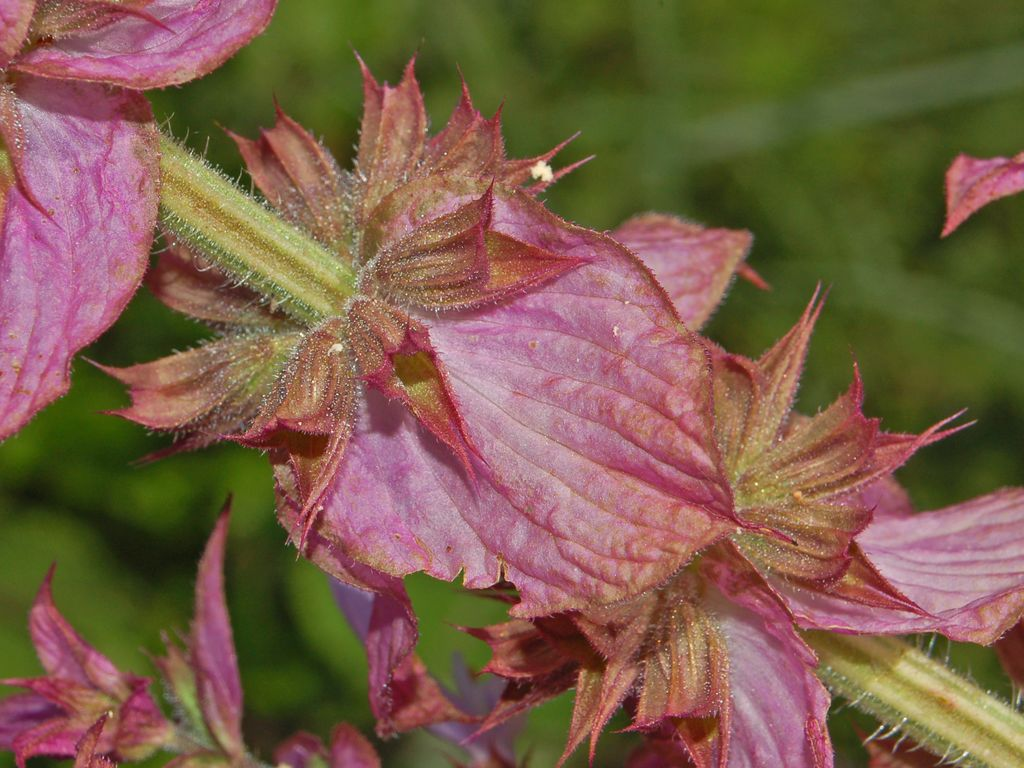
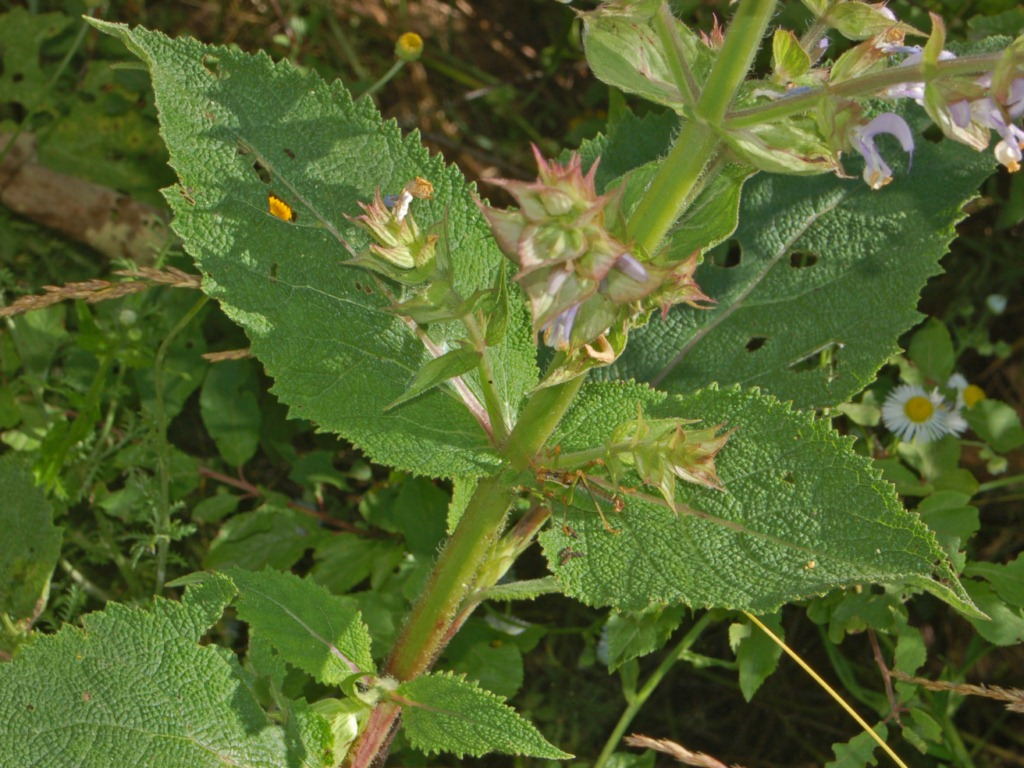